# العلاقات النمساوية الليختنشتانية
العلاقات النمساوية الليختنشتانية هي العلاقات الثنائية التي تجمع بين النمسا وليختنشتاين.

## مقارنة بين البلدين
هذه مقارنة عامة ومرجعية للدولتين:
| وجه المقارنة                                              | النمسا                                                    | ليختنشتاين                                 |
| --------------------------------------------------------- | --------------------------------------------------------- | ------------------------------------------ |
| المساحة (كم2)                                             | 83.86 ألف                                                 | 16                                         |
| عدد السكان (نسمة)                                         | 8.81 مليون                                                | 37.47 ألف                                  |
| الكثافة السكانية (ن./كم²)                                 | 105.06                                                    | 234.19 ألف                                 |
| العاصمة                                                   | فيينا                                                     | فادوتس                                     |
| اللغة الرسمية                                             | اللغة الألمانية، لغة الإشارة النمساوية ‏                   | اللغة الألمانية                            |
| العملة                                                    | يورو، شلن نمساوي، رايخ مارك، شلن نمساوي                   | فرنك سويسري                                |
| الناتج المحلي الإجمالي (بليون دولار)                      | 416.60 مليار                                              | 6.29 مليار                                 |
| الناتج المحلي الإجمالي (تعادل القوة الشرائية) بليون دولار | 426.99 مليار                                              |                                            |
| الناتج المحلي الإجمالي الاسمي للفرد دولار أمريكي          | 43.77 ألف                                                 |                                            |
| الناتج المحلي الإجمالي للفرد دولار أمريكي                 | 47.68 ألف                                                 |                                            |
| مؤشر التنمية البشرية                                      | 0.885                                                     | 0.908                                      |
| رمز المكالمات الدولي                                      | +43                                                       | +423                                       |
| رمز الإنترنت                                              | .at                                                       | .li                                        |
| المنطقة الزمنية                                           | توقيت وسط أوروبا، ت ع م+01:00، ت ع م+02:00، أوروبا/فيينا ‏ | توقيت وسط أوروبا، ت ع م+01:00، ت ع م+02:00 |

## مدن متوأمة
في ما يلي قائمة باتفاقيات التوأمة بين مدن نمساوية وليختنشتانية:
- ترتبط فيينا مع فادوتس باتفاقية توأمة منذ 20 نوفمبر 1990.

## منظمات دولية مشتركة
يشترك البلدان في عضوية مجموعة من المنظمات الدولية، منها:
| علم المنظمة | اسم المنظمة                    | تاريخ انضمام النمسا | تاريخ انضمام ليختنشتاين |
| ----------- | ------------------------------ | ------------------- | ----------------------- |
|             | الاتحاد البريدي العالمي        | ?                   | ?                       |
|             | منظمة حظر الأسلحة الكيميائية   | ?                   | ?                       |
|             | منظمة التجارة العالمية         | ?                   | ?                       |
|             | الأمم المتحدة                  | 14 ديسمبر 1955      | 18 سبتمبر 1990          |
|             | منظمة الشرطة الجنائية الدولية  | ?                   | ?                       |
|             | الاتحاد الدولي للاتصالات       | 1866                | 25 يوليو 1963           |
|             | مجلس أوروبا                    | ?                   | ?                       |
|             | منظمة الأمن والتعاون في أوروبا | 25 يونيو 1973       | 25 يونيو 1973           |

## وصلات خارجية
- موقع وزارة الخارجية النمساوية